# Monster Warriors
Monster Warriors es una serie de televisión canadiense coproducida por las empresas Coneybeare Stories Inc., Jetix y YTV, creada originalmente por Wilson Coneybeare; fue estrenada en Latinoamérica en Jetix el día 28 de mayo de 2007. En el Reino Unido, la serie fue estrenada en abril de 2006 en Jetix, y ya está comenzando la segunda temporada.

## Comienzo de la serie
La serie comienza con un anciano que se escapó de un asilo, este trabajaba como productor de un estudio que producía películas de terror, pero también el anciano mediante una especie de rayo hacia que sus criaturas crecieran a proporciones gigantescas, en este caso fue una araña, después de ello la araña solo causaba destrucción pero también un rastro de telas de araña, mientras tanto 4 jóvenes (Vanka, Luke, Antonio y Tabby) se conocieron en una clase que estudiaba a los insectos y descubrían que su ciudad natal Capital City estaba siendo atacada por "Cariaturas gigantes", para investigarlo fueron hacia los bosques en donde se encontraron con una araña gigante con la cual se enfrentaron y la derrotaron, sin embargo después en la ciudad se enfrentaron con más monstruos de esa clase

## Personajes
- Luke - El Líder
- Antonio - El Inteligente
- Tabby - la segunda al mando y diseñadora de armas
- Vanka - La Astuta
- Klaus Von Steinhawer - Anciano loco productor de películas
- Alcalde Mel - Alcalde De Capital city
- Super intendente Mc Klever - Ayudante de alcalde Mel, está obsesionado por reemplazar a los Monster Warriors
- Kleever - Propietario de una tienda de películas
- Missy Gore - Ayudante de Von Steinhawer

## Episodios
Primera temporada

| Número del episodio | Título del episodio                         | Monstruo                             |
| ------------------- | ------------------------------------------- | ------------------------------------ |
| 01                  | "La invasión de las arañas gigantes"        | Arañas gigantes                      |
| 02                  | "La bestia en el fondo del mar"             | Kraken                               |
| 03                  | "Cocodrilos"                                | Cocodrilos                           |
| 04                  | "Abejas"                                    | Abejas gigantes                      |
| 05                  | "El terror bajo tierra"                     | Gusano gigante                       |
| 06                  | "El colosal monstruo de hielo"              | monstruo de hielo                    |
| 07                  | "Dawn of the Dragon"                        | Dragon                               |
| 08                  | "La Anaconda de los bosques del norte"      | Anaconda                             |
| 09                  | "La invasión de langostas gigantes"         | Langosta gigante                     |
| 10                  | "El último paseo de los esqueletos"         | Pandilla de esqueletos verdes        |
| 11                  | "El ataque del monstruo chatarra"           | Monstruo metálico radiactivo gigante |
| 12                  | "Terror pterodactilo"                       | Pterodactilos                        |
| 13                  | "La casa embrujada del Tiranosaurio"        | Tiranosaurio                         |
| 14                  | "Attack of the Giant Carnivorous Butterfly" | mariposas carnívoras                 |
| 15                  | "Capital City vs. the Plant Thing"          | vid asesina                          |
| 16                  | "¡Cuidado con la mancha!"                   | goteron                              |
| 17                  | "El extraterrestre de el Planeta Zeenom"    | Extraterrestre                       |
| 18                  | "Terror of the Giant Cockroaches"           | cucaracha                            |
| 19                  | "Marauding Mantis"                          | Mantis religiosa                     |
| 20                  | "Revenge of the Mud Maniac"                 | Monstruo del fango gigante           |
| 21                  | "Termites"                                  | Termitas                             |
| 22                  | "Day of the Piranha"                        | Man-Eating Pirahnas                  |
| 23                  | "Attack of the Enormous Terrifying Ladybug" | Ladybug                              |
| 24                  | "Voyage to the Bottom of the Sea Cucumber"  | Pepino de mar gigante                |
| 25                  | "Ribbit"                                    | Ranas gigantes                       |
| 26                  | "Ribbit" 2: "Revenge"                       | Armada de ranas gigantes             |

## Sitios relacionados
- Jetix